# Olexandr Moiseenko
Olexandr Moiseenko é um jogador de xadrez da Ucrânia com participações nas Olimpíadas de xadrez. Moiseenko participou das edições de Bled 2002, Calvià 2004, Turim 2006, Khanty-Mansiysk 2010, Istambul 2012 e Tromsø 2014,  ajudando a equipe ucraniana a conquistar duas medalhas de ouro (2004 e 2010) e uma de bronze (2012). Seu melhor resultado individual foi a medalha de prata em 2014, jogando no primeiro tabuleiro reserva.